# Associação de Proteção e Assistência ao Condenado
A Associação de Proteção e Assistência a Condenados (APAC) é uma ONG fundada por voluntários cristãos, liderados por Mário Ottoboni, com o objetivo de auxiliar o sistema judiciário brasileiro na execução das penas através da ressocialização dos condenados, providenciando a eles oportunidades de estudo, religiosidade, e trabalho. Uma das características predominantes das APACs são as baixas taxas de reincidência de 15%, comparadas com a média nacional de 80%.
No modelo de prisão da APAC, não há policiais nem uniformes para os prisioneiros. Os próprios presos possuem as chaves dos portões.
Prisões gerenciadas pela APAC estão localizadas em diversos estados do Brasil, incluindo Minas Gerais, Ceará, Rio Grande do Sul e São Paulo.
Há mais de 100 APACs pelo Brasil. Mesmo que de forma limitada, ela também é aplicada em países como Alemanha, Estados Unidos, Países Baixos, Noruega, Colômbia, Costa Rica, Chéquia, Singapura e Chile.
As APACs são unidades que são organizadas pela Fraternidade Brasileira de Assistência aos Condenados (FBAC), que por sua vez é ligada à Prison Fellowship International.

## História
A APAC foi fundada em 1972 como Associação de Proteção e Assistência ao Condenado (APAC), liderada por voluntários cristãos e Mário Ottoboni, procurando ressocializar presos do sistema carcerário brasileiro através de um método humanizado. A primeira prisão sob a gerência da APAC se deu em São José dos Campos, no mesmo ano de fundação da ONG. Na época, a sigla APAC significava "Amando o Próximo, Amarás a Cristo".
Em 1974, a entidade foi separada em duas: a entidade jurídica, a APAC - Associação de Proteção e Assistência aos Condenados - e a entidade espiritual, a APAC - Amando o Próximo, Amarás a Cristo.

## Método APAC
O Método APAC, formulado por Mário Ottoboni, tem 12 fundamentos:
1. Participação da comunidade
2. O recuperando ajuda o Recuperando
3. Trabalho
4. Religião
5. Assistência Jurídica
6. Assistência a Saúde
7. Valoração Humana
8. Família
9. Serviço Voluntário
10. Centro de reintegração social
11. Mérito
12. Jornada com Cristo

O primeiro fundamento, a participação da comunidade, é a da participação da população local com a prisão, pois a mesma tem o interesse de um ambiente seguro.
O segundo fundamento tem como ideia que cada preso ajude um ao outro.
O terceiro fundamento é um dos passos para a inserção do indivíduo na sociedade a partir do trabalho.
O quarto fundamento é a religião. "Por meio da evangelização, reflexões, missões e terapias espirituais, o presidiário passa a sentir-se amado e a amar".
O quinto fundamento é garantir os direitos legais do preso.
O sexto fundamento é a garantia de saúde, respaldada na legislação brasileira, aos presos.
O sétimo fundamento, o de valoração humana, procura humanizar o preso, com atos simples como chamar o preso por seu nome.
O oitavo fundamento é a reestruturação da família do preso, aproximando a família com o preso. Também é promovido palestras, visitas íntimas, entre outros métodos.
O nono fundamento se refere aos voluntários envolvidos nas prisões que aplicam o método APAC, com exceção do setor administrativo, reduzindo custos.
O décimo fundamento tem como finalidade agrupar voluntários, familiares e presos para o desenvolvimento de atividades.
O décimo primeiro fundamento estabelece uma comissão que pontua os presos, possibilitando a redução da pena do preso que mantém um bom comportamento na prisão.
Por fim, o décimo segundo fundamento, a Jornada com Cristo, é uma série de eventos que procura dar significado às filosofias e a religião que a APAC promove nas prisões.

## Efetividade
As prisões que seguem o modelo da APAC tendem a ter baixo nível de reincidência criminal. Segundo a FBAC, a reincidência é de 15% para pessoas que passaram por uma APAC, muito abaixo da média nacional de 80%. O custo das prisões também diminui, pois não há policiais armados nas facilidades das prisões. Cada preso tem um custo médio de mil reais por mês, metade do valor de um presídio normal.

## Violação de Direitos Humanos
Sendo as APACs organizações de matriz religiosa, sua operação fere alguns direitos fundamentais previstos na constituição federal. Os detentos são forçados a se converterem à cristandade para serem aceitos pela instituição, o que viola os direitos de detentos bem-comportados, e portanto aptos a ingressar, com outras crenças religiosas.

Raul Veyl (2016), pesquisador do método APAC, no mesmo sentido afirma que a obrigatoriedade de participação em cultos religiosos para ingresso nas associações pelo condenado, não só fere a Constituição, como também a Lei de Execuções Penais, vez que esta proíbe qualquer distinção racial, social, religiosa ou política.